# Christian Ahlmann

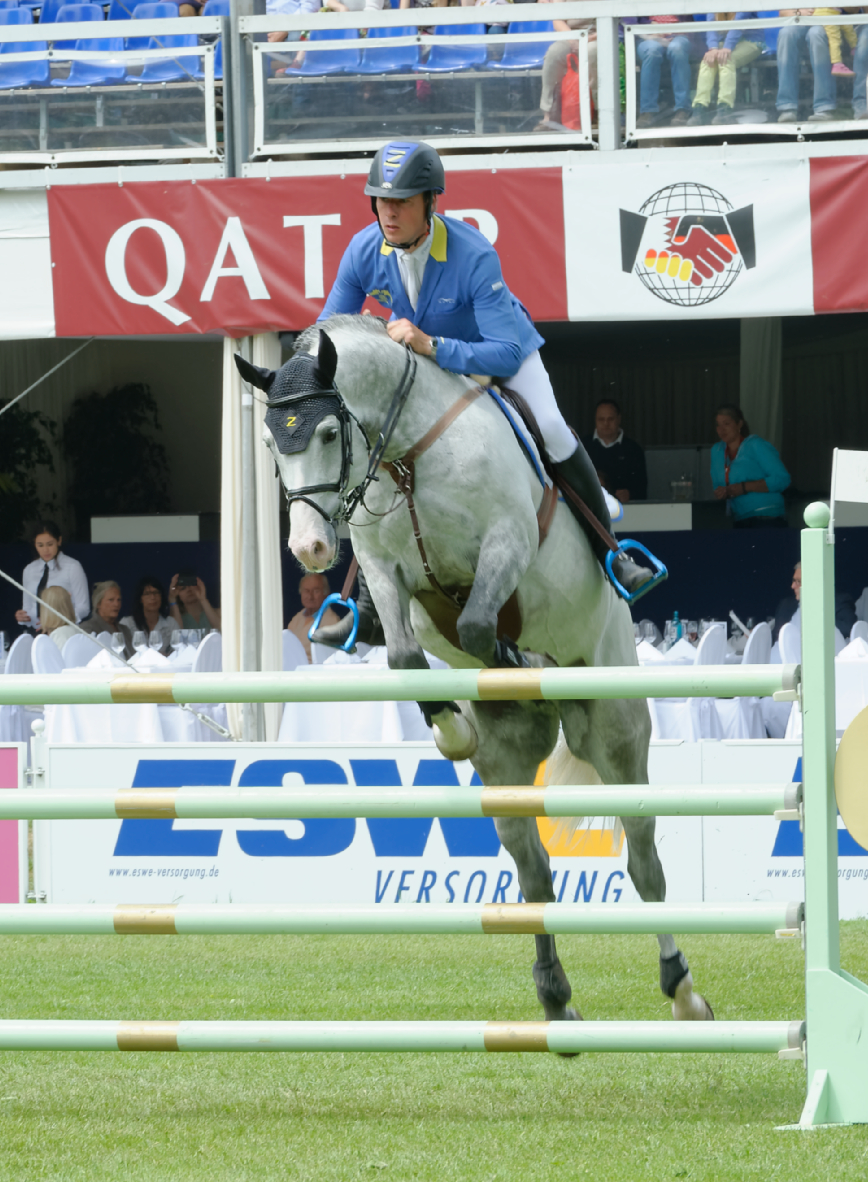
CSIYH Christian Ahlmann with Caribis Z at CSIYH* Wiesbaden 2015

Christian Ahlmann, född den 17 december 1974 i Marl i Västtyskland, är en tysk ryttare.
Han tog OS-brons i lagtävlingen i hoppning i samband med de olympiska ridsporttävlingarna 2004 i Aten. Under OS 2008 diskvalificerades han sedan hans häst Cöster visat spår av Capsaicin i ett dopingprov.

## Topphästar
- Aragon Z (Valack född 2001) Skimmelfärgad Brandenburgare, e:Askari u:Kontur ue:Kolibri[4]
- Codex One (Hingst född 2002) Brun Hannoveranare, e:Contendro I u:Gipsy ue:Glueckspilz[5]

### Tidigare
- Cöster (Valack född 1993) Skimmelfärgad Holsteinare, e:Calato u:Dispache ue:Constant[6]